# Axel Villanueva
Axel Mathias Villanueva Sandoval (Managua, 10 de agosto de 1989) es un futbolista nicaragüense. Juega en la posición de mediocampista ofensivo, y su equipo actual es el CD Walter Ferreti de la Primera División de Nicaragua.

## Trayectoria
Villanueva Sandoval nació en Managua, el 10 de agosto de 1989. Jugó para Villa Austria desde 2007 hasta 2008 y para el FC San Marcos desde 2008 hasta 2009. Debutó con el CD Walter Ferretti en el año 2010, mismo año en el que debutó con la Selección de fútbol de Nicaragua. Allí permaneció por más de tres años, y en enero de 2014 fue fichado por el Tauro F.C de Panamá donde jugó una temporada. Su equipo actual es el Walter Ferretti F.C donde se proclamó campeón del Clausura 2014 quitándole la hegemonía al Real Estelí F.C

## Selección nacional
Es internacional con la Selección de fútbol de Nicaragua donde ha anotado dos goles en diecinueve partidos. Hizo su debut internacional en septiembre de 2011, en un juego amistoso frente a Guatemala. Anotó su primer doblete el 26 de febrero de 2012 en un juego amistoso frente a Puerto Rico que terminó con un marcador de 4-1 a favor de Nicaragua. 
Representó a Nicaragua en la Copa Centroamericana de 2011 y en la de 2013. Además disputó dos partidos de la Clasificación para la Copa Mundial 2014.

### Participaciones en Copa Centroamericana
| Copa Centroamericana      | Sede       | Resultado    |
| ------------------------- | ---------- | ------------ |
| Copa Centroamericana 2011 | Panamá     | Primera Fase |
| Copa Centroamericana 2013 | Costa Rica | Primera Fase |

## Clubes
| Club               | País      | Año             |
| ------------------ | --------- | --------------- |
| Villa Austria      | Nicaragua | 2007-2008       |
| San Marcos         | Nicaragua | 2008-2009       |
| CD Walter Ferretti | Nicaragua | 2010-2013       |
| Tauro F.C.         | Panamá    | 2014            |
| CD Walter Ferretti | Nicaragua | 2014-actualidad |